# الكنيسة البروتستانتية في إندونيسيا
الكنيسة البروتستانتية في إندونيسيا هي كنيسة إصلاحية بروتستانتية في إندونيسيا. وهي عضو في التجمع العالمي للكنائس الإصلاحية.

## الأصل
تم تشكيل الكنيسة البروتستانتية في إندونيسيا في أمبون مالوكو في عام 1605 تحت اسم الكنيسة البروتستانتية في جزر الهند الهولندية. في عام 1619 تم نقل المقر إلى باتافيا. ورثت الطائفة المهام التي تركها البرتغاليون. دعمت الكنيسة البعثات في جميع أنحاء إندونيسيا. تغطي أراضيها العديد من المناطق مثل جزر مالوكو وميناهاسا وجاوة وسومطرة وشرق نوسا تينجارا.

## أعضاء الكنائس
في الثلاثينيات انتشرت الكنيسة بسرعة. تتكون الكنيسة من 12 كنيسة مستقلة:
- الكنيسة المسيحية الإنجيلية في تيمور.
- الكنيسة البروتستانتية في غرب إندونيسيا.
- الكنيسة البروتستانتية في إندونيسيا في دونجالا.
- الكنيسة الملوكية البروتستانتية.
- الكنيسة البروتستانتية في إندونيسيا في بابوا.
- الكنيسة المسيحية الإنجيلية في تاولود: تحوي 17.437 عضو.
- الكنيسة البروتستانتية الإندونيسية في جورونتالو: تحوي 11.103 أعضاء.
- الكنيسة البروتستانتية الاندونيسية في دونجالا: تحوي 30.114 عضو.
- الكنيسة البروتستانتية الإندونيسية باغاي كيبولاوان: تحوي 29.008 أعضاء.
- الكنيسة البروتستانتية الإندونيسية بول توليتولي: تحوي 11.027 عضو.
- الكنيسة المسيحية لووك بانغاي: تحوي 42.611 عضو.
- الكنيسة المسيحية المسكونية الاندونيسية: تحوي 188 عضو.[2]

في القرن العشرين اعتمدت الكنيسة على نظام الكنيسة المشيخي بشكل أكبر. لدى الكنيسة الآن 4.800 جماعة وحوالي 3.1 مليون عضو.